# Primer ministre de Luxemburg

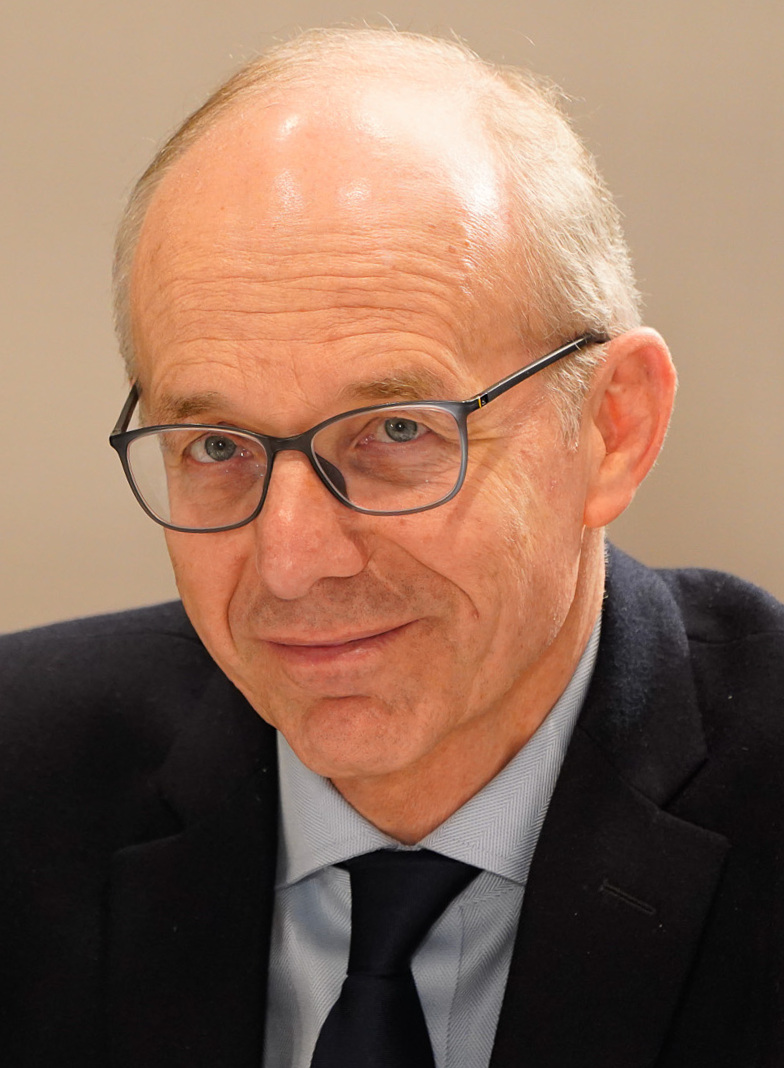
L'actual Primer Ministre, Luc Frieden (CSV)

El Primer Ministre del Gran Ducat de Luxemburg és el cap de govern d'aquest país. Actualment i des del 17 de novembre de 2023 és Luc Frieden (Partit Popular Socialcristià) 

## Primers ministres de Luxemburg (des de1848)
| Núm. | Nom                                    | Inici                  | Fi                      | Partit |
| ---- | -------------------------------------- | ---------------------- | ----------------------- | ------ |
| 1.   | Gaspard-Théodore-Ignace de la Fontaine | 1 d'agost de 1848      | 6 de desembre de 1848   | Cap    |
| 2.   | Jean-Jacques Willmar                   | 6 de desembre de 1848  | 23 de setembre de 1853  | Cap    |
| 3.   | Charles-Mathias Simons                 | 23 de setembre de 1853 | 26 de setembre de 1860  | Cap    |
| 4.   | Victor de Tornaco                      | 26 de setembre de 1860 | 3 de desembre de 1867   | Cap    |
| 5.   | Emmanuel Servais                       | 3 de desembre de 1867  | 26 de desembre de 1874  | Cap    |
| 6.   | Félix de Blochausen                    | 26 de desembre de 1874 | 20 de febrer de 1885    | Cap    |
| 7.   | Jules Georges Édouard Thilges          | 20 de febrer de 1885   | 22 de setembre de 1888  | Cap    |
| 8.   | Paul Eyschen                           | 22 de setembre de 1888 | 11 d'octubre de 1915†   | Cap    |
| -    | Vacant                                 | 11 d'octubre de 1915   | 12 d'octubre de 1915    | -      |
| 9.   | Mathias Mongenast                      | 12 d'octubre de 1915   | 6 de novembre de 1915   | Cap    |
| 10.  | Hubert Loutsch                         | 6 de novembre de 1915  | 24 de febrer de 1916    | Cap    |
| 11.  | Victor Thorn                           | 24 de febrer de 1916   | 19 de juny de 1917      | Cap    |
| 12.  | Léon Kauffman                          | 19 de juny de 1917     | 28 de setembre de 1918  | PD     |
| 13.  | Émile Reuter                           | 28 de setembre de 1918 | 20 de març de 1925      | PD     |
| 14.  | Pierre Prüm                            | 20 de març de 1925     | 16 de juliol de 1926    | PNI    |
| 15.  | Joseph Bech (Primer mandat)            | 16 de juliol de 1926   | 5 de novembre de 1937   | PD     |
| 16.  | Pierre Dupong¹                         | 5 de novembre de 1937  | 23 de desembre de 1953† | PD/CSV |
| -    | Vacant                                 | 23 de desembre de 1953 | 29 de desembre de 1953  | -      |
| 17.  | Joseph Bech (Segon mandat)             | 29 de desembre de 1953 | 29 de març de 1958      | CSV    |
| 18.  | Pierre Frieden                         | 29 de març de 1958     | 23 de febrer de 1959†   | CSV    |
| -    | Vacant                                 | 23 de febrer de 1959   | 2 de març de 1959       | -      |
| 19.  | Pierre Werner (Primer mandat)          | 2 de març de 1959      | 15 de juny de 1974      | CSV    |
| 20.  | Gaston Thorn                           | 15 de juny de 1974     | 16 de juliol de 1979    | DP     |
| 21.  | Pierre Werner (Segon mandat)           | 16 de juliol de 1979   | 20 de juliol de 1984    | CSV    |
| 22.  | Jacques Santer                         | 20 de juliol de 1984   | 20 de gener de 1995     | CSV    |
| 23.  | Jean-Claude Juncker                    | 20 de gener de 1995    | 4 de desembre de 2013   | CSV    |
| 24.  | Xavier Bettel                          | 4 de desembre de 2013  | 17 de novembre de 2023  | DP     |
| 25.  | Luc Frieden                            | 17 de novembre de 2023 | actualitat              | CSV    |